# Roofmijten
Roofmijten (Mesostigmata) zijn  een orde van mijten. 

## Taxonomie
De volgende taxa zijn bij de orde ingedeeld:
- Onderorde Sejida Kramer, 1885
  - Superfamilie Sejoidea Berlese, 1885
    - Familie Ichthyostomatogasteridae Sellnick, 1953 (3 geslachten, 10 soorten)
    - Familie Sejidae Berlese, 1885 (5 geslachten, 46 soorten)
    - Familie Uropodellidae Camin, 1955 (1 geslacht, 6 soorten)

  - Superfamilie Heterozerconoidea Berlese, 1892
    - Familie Discozerconidae Berlese, 1910 (2 geslachten, 3 soorten)
    - Familie Heterozerconidae Berlese, 1892 (7 geslachten, 13 soorten)
- Onderorde Trigynaspida Camin & Gorirossi, 1955
  - Infraorde Cercomegistina Camin & Gorirossi, 1955
    - Superfamilie Cercomegistoidea Trägårdh, 1937
      - Familie Asternoseiidae Vale, 1954 (2 geslachten, 3 soorten)
      - Familie Cercomegistidae Trägårdh, 1937 (5 geslachten, 13 soorten)
      - Familie Davacaridae Kethley, 1977 (2 geslachten, 4 soorten)
      - Familie Pyrosejidae Lindquist & Moraza, 1993 (2 geslachten, 3 soorten)
      - Familie Saltiseiidae Walter, 2000 (1 geslacht, 1 soort)
      - Familie Seiodidae Kethley, 1977 (1 geslacht, 1 soort)

  - Infraorde Antennophorina Camin & Gorirossi, 1955
    - Superfamilie Aenictequoidea Kethley, 1977
      - Familie Aenictequidae Kethley, 1977 (1 geslacht, 1 soort)
      - Familie Euphysalozerconidae Kim, 2008 (1 geslacht, 1 soort)
      - Familie Messoracaridae Kethley, 1977 (2 geslachten, 3 soorten)
      - Familie Ptochacaridae Kethley, 1977 (1 geslacht, 3 soorten)

    - Superfamilie Antennophoroidea Berlese, 1892
      - Familie Antennophoridae Berlese, 1892 (6 geslachten, 19 soorten)

    - Superfamilie Celaenopsoidea Berlese, 1892
      - Familie Celaenopsidae Berlese, 1892 (7 geslachten, 14 soorten)
      - Familie Costacaridae Hunter, 1993 (1 geslacht, 1 soort)
      - Familie Diplogyniidae Trägårdh, 1941 (42 geslachten, 85 soorten)
      - Familie Euzerconidae Trägårdh, 1938 (12 geslachten, 24 soorten)
      - Familie Megacelaenopsidae Funk, 1975 (2 geslachten, 2 soorten)
      - Familie Neotenogyniidae Kethley, 1974 (1 geslacht, 1 soort)
      - Familie Schizogyniidae Trägårdh, 1950 (6 geslachten, 10 soorten)
      - Familie Triplogyniidae Funk, 1977 (2 geslachten, 11 soorten)

    - Superfamilie Fedrizzioidea Trägårdh, 1937
      - Familie Fedrizziidae Trägårdh, 1937 (3 geslachten, 34 soorten)
      - Familie Klinckowstroemiidae Camin & Gorirossi, 1955 (4 geslachten, 36 soorten)

    - Superfamilie Megisthanoidea Berlese, 1914
      - Familie Hoplomegistidae Camin & Gorirossi, 1955 (1 geslacht, 7 soorten)
      - Familie Megisthanidae Berlese, 1914 (1 geslacht, 30 soorten)

    - Superfamilie Paramegistoidea Trägårdh, 1946
      - Familie  Paramegistidae Trägårdh, 1946 (5 geslachten, 30 soorten)

    - Superfamilie Parantennuloidea Willmann, 1941
      - Familie Parantennulidae Willmann, 1941 (3 geslachten, 5 soorten)
      - Familie Philodanidae Kethley, 1977 (2 geslachten, 2 soorten)
      - Familie Promegistidae Kethley, 1977 (1 geslacht, 1 soort)
- Onderorde Monogynaspida Camin & Gorirossi, 1955
  - Infraorde Uropodina Kramer, 1881
    - Superfamilie Microgynioidea Trägårdh, 1942
      - Familie Microgyniidae Trägårdh, 1942 (2 geslachten, 4 soorten)
      - Familie Nothogynidae Walter & Krantz, 1999 (1 geslacht, 2 soorten)

    - Superfamilie Thinozerconoidea Halbert, 1915
      - Familie Protodinychidae Evans, 1957 (1 geslacht, 3 soorten)
      - Familie Thinozerconidae Halbert, 1915 (1 geslacht, 1 soort)

    - Superfamilie Uropodoidea Kramer, 1881
      - Familie Baloghjkaszabiidae Hirschmann, 1979 (1 geslacht, 3 soorten)
      - Familie Brasiluropodidae Hirschmann, 1979 (2 geslachten, 18 soorten)
      - Familie Cillibidae Trägårdh, 1944 (2 geslachten, 19 soorten)
      - Familie Clausiadinychidae Hirschmann, 1979 (1 geslacht, 4 soorten)
      - Familie Cyllibulidae Hirschmann, 1979 (1 geslacht, 32 soorten)
      - Familie Deraiophoridae Trägårdh, 1952 (1 geslacht, 36 soorten)
      - Familie Dinychidae Berlese, 1916 (1 geslacht, 34 soorten)
      - Familie Discourellidae Baker & Wharton, 1952 (1 geslacht, 76 soorten)
      - Familie Eutrachytidae Trägårdh, 1944 (1 geslacht, 36 soorten)
      - Familie Hutufeideriidae Hirschmann, 1979 (1 geslacht, 9 soorten)
      - Familie Kaszabjbaloghiidae Hirschmann, 1979 (1 geslacht, 6 soorten)
      - Familie Macrodinychidae Hirschmann, 1979 (4 geslachten, 22 soorten)
      - Familie Metagynuridae Balogh, 1943 (2 geslachten, 17 soorten)
      - Familie Nenteriidae Hirschmann, 1979 (2 geslachten, 128 soorten)
      - Familie Oplitidae Johnston, 1968 (8 geslachten, 163 soorten)
      - Familie Phymatodiscidae Hirschmann, 1979 (1 geslacht, 10 soorten)
      - Familie Polyaspididae Berlese, 1913 (1 geslacht, 16 soorten)
      - Familie Prodinychidae Berlese, 1917 (3 geslachten, 16 soorten)
      - Familie Rotundabaloghiidae Hirschmann, 1979 (4 geslachten, 165 soorten)
      - Familie Tetrasejaspidae Hirschmann, 1979 (1 geslacht, 15 soorten)
      - Familie Trachytidae Trägårdh, 1938 (7 geslachten, 108 soorten)
      - Familie Trachyuropodidae Berlese, 1917 (17 geslachten, 99 soorten)
      - Familie Trematuridae Berlese, 1917 (13 geslachten, 401 soorten)
      - Familie Trichocyllibidae Hirschmann, 1979 (5 geslachten, 57 soorten)
      - Familie Trichouropodellidae Hirschmann, 1979 (1 geslacht, 11 soorten)
      - Familie Trigonuropodidae Hirschmann, 1979 (1 geslacht, 87 soorten)
      - Familie Uroactiniidae Hirschmann & Zirngiebl-Nicol, 1964 (3 geslachten, 67 soorten)
      - Familie Urodiaspididae Trägårdh, 1944 (3 geslachten, 26 soorten)
      - Familie Urodinychidae Berlese, 1917 (13 geslachten, 267 soorten)
      - Familie Uropodidae Kramer, 1881 (9 geslachten, 261 soorten)

    - Superfamilie Diarthrophalloidea Trägårdh, 1946
      - Familie Diarthrophallidae Trägårdh, 1946 (22 geslachten, 63 soorten)

  - Infraorde Gamasina Kramer, 1881
    - Hyporde Epicriiae Kramer, 1885
      - Superfamilie Epicrioidea Berlese, 1885
        - Familie Epicriidae Berlese, 1885 (4 geslachten, 48 soorten)

      - Superfamilie Heatherelloidea Walter, 1997
        - Familie Heatherellidae Walter, 1997 (1 geslacht, 2 soorten)

      - Superfamilie Zerconoidea G. Canestrini, 1891
        - Familie Coprozerconidae Moraza & Lindquist, 1999 (1 geslacht, 1 soort)
        - Familie Zerconidae G. Canestrini, 1891 (36 geslachten, 390, soorten)

    - Hyporde Arctacariae Johnston, 1982
      - Superfamilie Arctacaroidea Evans, 1955
        - Familie Arctacaridae Evans, 1955 (2 geslachten, 6 soorten)

    - Hyporde Parasitiae Evans & Till, 1979
      - Superfamilie Parasitoidea Oudemans, 1901
        - Familie Parasitidae Oudemans, 1901 (35 geslachten, 426 soorten)

    - Hyporde Dermanyssiae Evans & Till, 1979
      - Superfamilie Veigaioidea Oudemans, 1939
        - Familie Veigaiidae Oudemans, 1939 (4 geslachten, 95 soorten)

      - Superfamilie Rhodacaroidea Oudemans, 1902 (6 families)
        - Familie Digamasellidae Evans, 1957 (13 geslachten, 261 soorten)
        - Familie Halolaelapidae Karg, 1965 (4 geslachten, 80 soorten)
        - Familie Laelaptonyssidae Womersley, 1956 (1 geslacht, 6 soorten)
        - Familie Ologamasidae Ryke, 1962 (45 geslachten, 452 soorten)
        - Familie Rhodacaridae Oudemans, 1902 (15 geslachten, 148 soorten)
        - Familie Teranyssidae Halliday, 2006 (1 geslacht, 1 soort)

      - Superfamilie Eviphidoidea Berlese, 1913
        - Familie Eviphididae Berlese, 1913 (19 geslachten, 108 soorten)
        - Familie Leptolaelapidae Karg, 1978 (12 geslachten, 48 soorten)
        - Familie Macrochelidae Vitzthum, 1930 (20 geslachten, 470 soorten)
        - Familie Pachylaelapidae Berlese, 1913 (26 geslachten, 199 soorten)
        - Familie Parholaspididae Evans, 1956 (12 geslachten, 96 soorten)

      - Superfamilie Ascoidea Voigts & Oudemans, 1905
        - Familie Ameroseiidae Evans, 1961 (10 geslachten, 148 soorten)
        - Familie Ascidae Voigts & Oudemans, 1905 (17 geslachten, 338 soorten)
        - Familie Melicharidae Hirschmann, 1962 (12 geslachten, 201 soorten)

      - Superfamilie Phytoseioidea Berlese, 1916
        - Familie Blattisociidae Garman, 1948 (11 geslachten, 369 soorten)
        - Familie Otopheidomenidae Treat, 1955 (10 geslachten, 28 soorten)
        - Familie Phytoseiidae Berlese, 1916 (90 geslachten, 2300 soorten)
        - Familie Podocinidae Berlese, 1913 (2 geslachten, 25 soorten)

      - Superfamilie Dermanyssoidea Kolenati, 1859
        - Familie Dasyponyssidae Fonseca, 1940 (2 geslachten, 2 soorten)
        - Familie Dermanyssidae Kolenati, 1859 (2 geslachten, 26 soorten)
        - Familie Entonyssidae Ewing, 1923 (9 geslachten, 27 soorten)
        - Familie Haemogamasidae Oudemans, 1926 (5 geslachten, 78 soorten)
        - Familie Halarachnidae Oudemans, 1906 (7 geslachten, 43 soorten)
        - Familie Hystrichonyssidae Keegan, Yunker & Baker, 1960 (1 geslacht, 1 soort)
        - Familie Iphiopsididae Kramer, 1886 (14 geslachten, 68 soorten)
        - Familie Ixodorhynchidae Ewing, 1923 (6 geslachten, 43 soorten)
        - Familie Larvamimidae Elzinga, 1993 (1 geslacht, 4 soorten)
        - Familie Laelapidae Berlese, 1892 (90 geslachten, 1316 soorten)
        - Familie Macronyssidae Oudemans, 1936 (34 geslachten, 233 soorten)
        - Familie Manitherionyssidae Radovsky & Yunker, 1971 (1 geslacht, 1 soort)
        - Familie Omentolaelapidae Fain, 1961 (1 geslacht, 1 soort)
        - Familie Rhinonyssidae Trouessart, 1895 (8 geslachten, 510 soorten)
        - Familie Spelaeorhynchidae Oudemans, 1902 (1 geslacht, 7 soorten)
        - Familie Spinturnicidae Oudemans, 1901 (12 geslachten, 101 soorten)
        - Familie Varroidae Delfinado & Baker, 1974 (2 geslachten, 6 soorten)